# Desperado City
Desperado City è un film del 1981 diretto da Vadim Glowna, vincitore della Caméra d'or per la miglior opera prima al 34º Festival di Cannes.